# Paris 92
A Paris 92 egy francia női kézilabdacsapat, amelynek székhelye Issy-les-Moulineaux városában van. A francia élvonalban szerepelnek.

## Korábbi csapatnevek
- 1999-2009 : Issy-les-Moulineaux Handball
- 2009-2018 : Issy Paris Hand
- 2018- : Paris 92

## A csapat
A 2024–25-ös szezon kerete:
| Kapusok - 01 Adrianna Płaczek - 16 Léa Serdarević Balszélsők - 10 Aminata Cissokho Jobbszélsők - 21 Amélie Dufeil - 28 Namizata Fofana - 87 Marie Prouvensier Beállók - 09 Astride N'Gouan (c) - 92 Adja Ouattara | Balátlövők - 17 Coura Kanouté - 19 Élisa Techer Irányítók - 13 Soukeina Sagna Jobbátlövők - 18 Jannela Blonbou - 26 Barbara Moretto |

### Átigazolások
A 2024-25-ös szezont megelőzően:
| Érkezők - Soukeina Sagna (a Mérignac Handball csapatától) - Élisa Techer (a Brest Bretagne csapatától) - Stéphane Plantin (vezetőedző) (a Steaua Bucuresti csapatától) | Távozók - Yacine Messaoudi (vezetőedző) - Méline Nocandy (a Brest Bretagne csapatához) - Déborah Lassource (a BV Borussia Dortmund csapatához) - Alice Mazens (az Ajax København csapatához) - Ćamila Mičijević (az SCM Craiova csapatához) |

## Korábbi játékosok
- Alice Mazens
- Alisée Chauveau
- Allison Pineau
- Amélie Goudjo
- Angélique Spincer
- Armelle Attingré
- Astride N'Gouan
- Audrey Bruneau
- Audrey Deroin
- Camille Hacher
- Catherine Gabriel
- Chloé Bulleux
- Cléopâtre Darleux
- Coralie Lassource
- Déborah Lassource
- Doungou Camara
- Gnonsiane Niombla
- Kalidiatou Niakaté
- Laura Flippes
- Leslie Ayong
- Lesly Briemant
- Mabana-Ma Fofana
- Maelle Chalmandrier
- Mariama Signaté
- Marie-Audrey Sababady
- Marie-Hélène Sajka
- Mathilde Thouvenot
- Méline Nocandy
- Melvine Deba
- Océane Sercien-Ugolin
- Paule Baudouin
- Siraba Dembélé Pavlović
- Sophie Herbrecht
- Soralie Moore
- Stella Joseph-Mathieu
- Tamara Horacek
- Charlotte Mordal
- Hanna Bredal Oftedal
- Karoline Lund
- Pernille Wibe
- Silje Solberg-Østhassel
- Stine Bredal Oftedal
- Nadia Mielke-Offendal
- Frida Tegstedt
- Ulrika Toft Hansen
- Lois Abbingh
- Jasna Tošković
- Marija Jovanović
- Ćamila Mičijević
- Crina Pintea
- Joana Resende
- Lara González Ortega
- Pigniczki Krisztina
- Karolina Zalewska
- Katarzyna Janiszewska
- Sonja Frey
- Lea Schüpbach
- Lucie Satrapová
- Veronika Malá
- Ryu Eun-hee
- Mayssa Pessoa
- Ruth João